# Ace Books

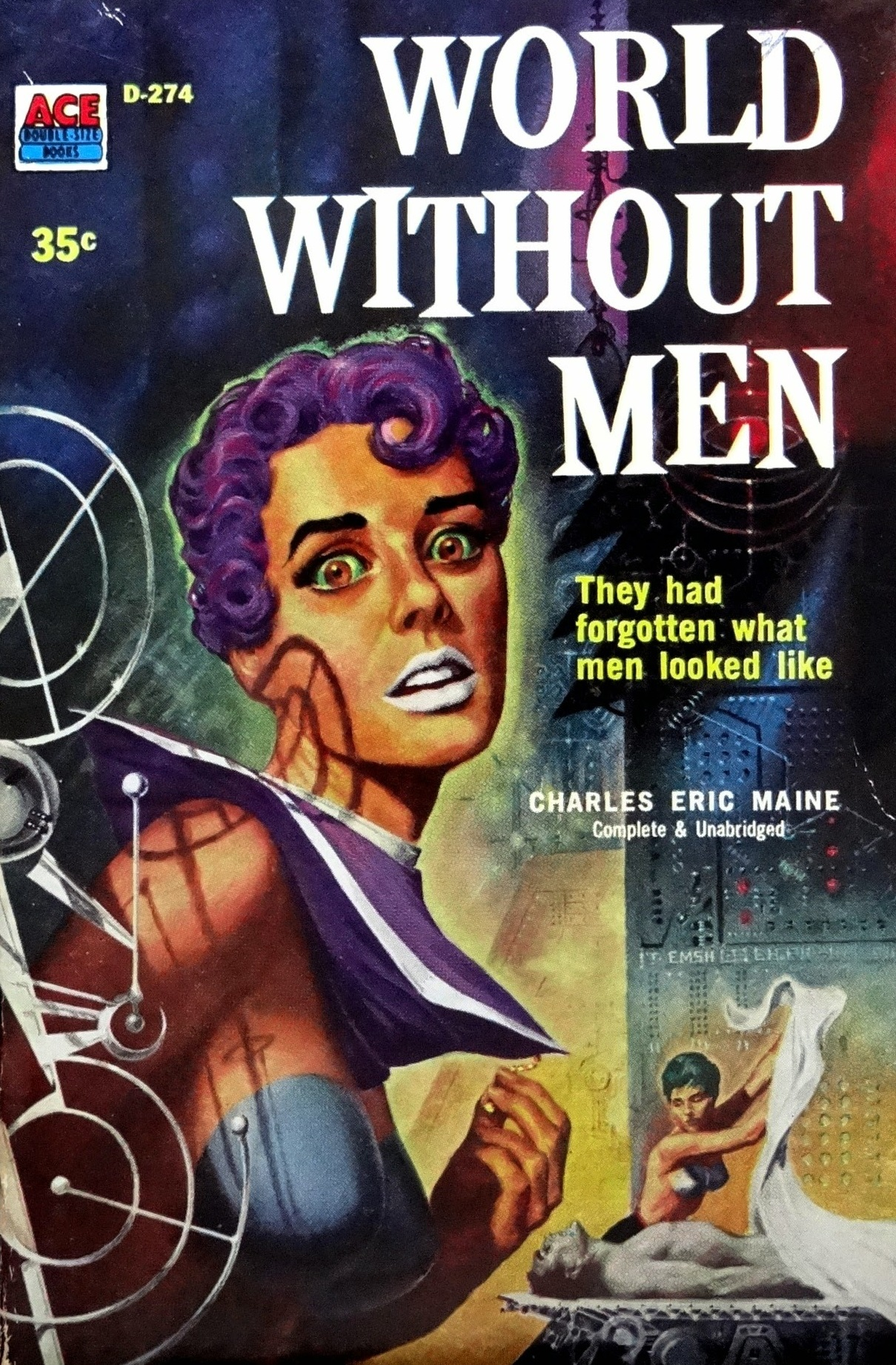

Ace Books este cea mai veche editură activă specializată în literatură științifico-fantastică și fantasy. Compania a fost fondată în New York City în 1952 de către Aaron A. Wyn, și a început să publice prima oară cărți western și polițiste. A publicat primul volum SF în 1953; care a fost un succes, astfel încât după câțiva ani numărul cărților SF editate le-a depășit pe cele polițiste și western. Astăzi, editura Ace publică romanele câștigătoare de la cele mai importante 93 de acordări de premii science fiction și fantasy.

## Listă de cărți SF cu un titlu

### Seria D și S
- S-066 SF L. Ron Hubbard Return to Tomorrow
- S-090 SF Robert Moore Williams The Chaos Fighters
- D-096 SF Andre Norton The Last Planet  (Special Edition-half of the Ace Double with same code-circa 1959)
- D-110 SF Isaac Asimov The 1,000 Year Plan (Special Edition-half of the Ace Double with same code-circa 1959)
- D-121 SF Andre Norton The Stars Are Ours! (Special Edition-half of the Ace Double with same code-circa 1959)
- D-125 SF Isaac Asimov The Man Who Upset the Universe (1955)
- S-133 SF Donald A. Wollheim (Ed.) Adventures On Other Planets
- D-146 SF Murray Leinster The Forgotten Planet (Special Edition-half of the Ace Double with same code-circa 1959)
- D-155 SF Jules Verne A Journey To The Center Of The Earth (1956)
- D-169 SF Jack Williamson And James E. Gunn Star Bridge
- S-183 SF Donald A. Wollheim (Ed.) The End of the World
- D-187 SF A. E. van Vogt The Pawns of Null-A
- D-211 SF Philip K. Dick Eye in the Sky (1957)
- D-233 SF Rex Gordon First on Mars
- D-245 SF Jules Verne Off on a Comet (1957)
- D-261 SF Philip K. Dick The Variable Man And Other Stories (1957)
- D-274 SF Charles Eric Maine World Without Men (1958)
- D-283 SF Clifford D. Simak City (1958)
- D-309 SF H. G. Wells The Island Of Dr. Moreau (1958)
- D-324 SF Ray Cummings Brigands of the Moon (1958)
- D-327 SF Jefferson Howard Sutton First on the Moon
- D-339 SF Clifford D. Simak Ring Around the Sun’’
- D-340 SF Philip K. Dick Solar Lottery (1959)
- D-350 SF Peter George (as Peter Bryant)  Red Alert
- D-354 SF Donald A. Wollheim (ed.) The Hidden Planet: Science-Fiction Adventures On Venus (1959)
- D-366 SF Alan E. Nourse and J. A. Meyer The Invaders Are Coming
- D-377 SF Jefferson Howard Sutton Bombs in Orbit (1959)
- D-388 SF H. G. Wells When the Sleeper Wakes (1959)
- D-397 SF Jules Verne Journey to the Center of the Earth
- D-405 SF Rex Gordon First to the Stars
- D-422 SF Anthony Boucher and J. Francis Mccomas (eds.) The Best From F & SF, 3rd Series
- D-434 SF Jules Verne The Purchase of the North Pole (1960)
- D-455 SF Anthony Boucher (Ed.) The Best From Fantasy And Science Fiction, 4th Series (1960)
- D-461 SF Andre Norton The Time Traders (1960)
- D-468 SF Eric Frank Russell Sentinel of Space (1960)
- D-473 SF Eric Temple Bell (As John Taine) The Greatest Adventure’’
- D-478 SF Jefferson Howard Sutton Spacehive (1960)
- D-482 SF A. E. van Vogt The Weapon Shops of Isher (1961)
- D-490 SF Donald A. Wollheim (Ed.) Adventures on Other Planets (1961)
- D-498 SF Andre Norton Galactic Derelict (1961)
- D-504 SF Jules Verne Master of the World (1961)
- D-516 SF Otis Adelbert Kline The Swordsman Of Mars (1961)
- D-525 SF Murray Leinster This World Is Taboo (1961)
- D-527 SF Andre Norton Star Guard (1961)
- D-528 SF Murray Leinster The Forgotten Planet
- D-530 SF Robert Moore Williams The Day They H-Bombed Los Angeles (1961)
- D-531 SF Otis Adelbert Kline The Outlaws of Mars
- D-534 SF Andre Norton Daybreak - 2250 A. D.  (1961)
- D-535 SF Ray Cummings The Shadow Girl (1962)
- D-537 SF H. G. Wells The Island of Dr. Moreau (1961)
- D-538 SF Isaac Asimov The 1,000 Year Plan (1961)
- D-541 SF Alan E. Nourse Scavengers in Space (1962)
- D-542 SF Andre Norton The Last Planet (1962)
- D-544 SF Frank Belknap Long Space Station #1 (1962)
- D-546 SF Andre Norton The Crossroads of Time
- D-547 SF John Brunner The Super Barbarians (1962)
- D-548 SF Dean Owen The End of the World (1962)
- D-550 SF Poul Anderson No World of Their Own (1962)
- D-551 SF Peter George (as Peter Bryant)  Red Alert
- D-553 SF William Hope Hodgson The House On The Borderland (1962)
- D-555 SF Jack Williamson The Trial of Terra (1962)
- D-568 SF Poul Anderson Star Ways (1962)

### Seria F
- F-105 SF Anthony Boucher (ed.) The Best From Fantasy And Science Fiction, Fifth Series
- F-109 SF Andre Norton Storm Over Warlock (1961)
- F-114 SF Wallace West The Bird of Time (1961)
- F-131 SF Anthony Boucher (ed.) The Best From Fantasy And Science Fiction, Sixth Series
- F-135 SF Leigh Brackett The Long Tomorrow (1962)
- F-154 SF A. E. van Vogt The Wizard of Linn (1962)
- F-156 SF Edgar Rice Burroughs At The Earth's Core (1962)
- F-157 SF Edgar Rice Burroughs The Moon Maid (1962)
- F-158 SF Edgar Rice Burroughs Pellucidar (1962)
- F-159 SF Edgar Rice Burroughs The Moon Men (1962)
- F-162 SF Anthony Boucher (ed.) The Best From Fantasy And Science Fiction, Seventh Series (1962)
- F-167 SF Andre Norton Catseye (1962)
- F-168 SF Edgar Rice Burroughs Thuvia, Maid of Mars (1962)
- F-169 SF Edgar Rice Burroughs Tarzan and the Lost Empire (1962)
- F-170 SF Edgar Rice Burroughs The Chessmen of Mars (1962)
- F-171 SF Edgar Rice Burroughs Tanar Of Pellucidar (1962)
- F-174 SF Rex Gordon First Through Time (1962)
- F-178 SF Donald A. Wollheim (ed.) More Adventures On Other Planets (1963)
- F-179 SF Edgar Rice Burroughs Pirates of Venus (1963)
- F-180 SF Edgar Rice Burroughs Tarzan at the Earth's Core (1963)
- F-181 SF Edgar Rice Burroughs The Master Mind of Mars (1963)
- F-182 SF Edgar Rice Burroughs The Monster Men (1963)
- F-183 SF Andre Norton The Defiant Agents (1963)
- F-188 SF Philip Francis Nowlan Armageddon 2419 A.D. (1962)
- F-189 SF Edgar Rice Burroughs Tarzan the Invincible (1963)
- F-190 SF Edgar Rice Burroughs A Fighting Man of Mars (1963)
- F-191 SF Jules Verne Journey to the Center of the Earth (1963)
- F-192 SF Andre Norton Star Born (1963)
- F-193 SF Edgar Rice Burroughs The Son of Tarzan (1963)
- F-194 SF Edgar Rice Burroughs Tarzan Triumphant (1963)
- F-197 SF Andre Norton Witch World (1963)
- F-201 SF Paul MacTyre Doomsday, 1999 (1963)
- F-203 SF Edgar Rice Burroughs The Beasts of Tarzan
- F-204 SF Edgar Rice Burroughs Tarzan and the Jewels of Opar (1963)
- F-205 SF Edgar Rice Burroughs Tarzan and the City of Gold (1963)
- F-206 SF Edgar Rice Burroughs Jungle Tales of Tarzan (1963)
- F-207 SF Andre Norton The Stars Are Ours!
- F-210 SF Peter George (as Peter Bryant)  Red Alert
- F-211 SF Otis Adelbert Kline Planet of Peril (1963)
- F-212 SF Edgar Rice Burroughs Tarzan and the Lion Man
- F-213 SF Edgar Rice Burroughs The Land That Time Forgot (1963)
- F-216 SF Isaac Asimov The Man Who Upset the Universe (1963)
- F-217 SF Anthony Boucher (ed.) The Best From Fantasy And Science Fiction, Eighth Series (1963)
- F-220 SF Edgar Rice Burroughs The People That Time Forgot (1963)
- F-221 SF Edgar Rice Burroughs Lost on Venus (1963)
- F-222 SF Jefferson Howard Sutton First on the Moon (1963)
- F-225 SF H. Beam Piper Space Viking (1963)
- F-226 SF Andre Norton Huon of the Horn (1963)
- F-231 SF Andre Norton Star Gate (1963)
- F-232 SF Edgar Rice Burroughs The Land of Hidden Men (1963)
- F-233 SF Edgar Rice Burroughs Out of Time's Abyss (1963)
- F-234 SF Edgar Rice Burroughs The Eternal Savage (1963)
- F-235 SF Edgar Rice Burroughs The Lost Continent (1963)
- F-236 SF Andre Norton The Time Traders
- F-239 SF Clifford D. Simak Time And Again (1963)
- F-240 SF H. G. Wells When the Sleeper Wakes (1963)
- F-241 SF Jack Williamson and James E. Gunn Star Bridge (1963)
- F-243 SF Andre Norton Lord Of Thunder (1963)
- F-245 SF Edgar Rice Burroughs Back to the Stone Age (1963)
- F-246 SF Thea von Harbou Metropolis (1963)
- F-247 SF Edgar Rice Burroughs Carson of Venus (1963)
- F-248 SF Ray Cummings Beyond the Stars (1963)
- F-251 SF Philip K. Dick The Game-Players of Titan (1963)
- F-255 SF Philip E. High The Prodigal Sun (1964)
- F-256 SF Edgar Rice Burroughs Land Of Terror (1964)
- F-257 SF Fletcher Pratt Alien Planet (1964)
- F-258 SF Edgar Rice Burroughs The Cave Girl (1964)
- F-259 SF Otis Adelbert Kline Prince Of Peril (1964)
- F-263 SF Andre Norton Web Of The Witch World (1964)
- F-267 SF Robert P. Mills (ed.) The Best From Fantasy And Science Fiction, 9th Series (1964)
- F-268 SF Edgar Rice Burroughs Escape on Venus (1964)
- F-269 SF J. H. Rosny Quest of the Dawn Man (1964)
- F-270 SF Edgar Rice Burroughs The Mad King (1964)
- F-271 SF Edmond Hamilton Outside the Universe (1964)
- F-274 SF H. Beam Piper The Cosmic Computer (1964)
- F-277 SF John Brunner To Conquer Chaos (1964)
- F-279 SF Andre Norton (as Andrew North) Sargasso of Space
- F-280 SF Edgar Rice Burroughs Savage Pellucidar (1964)
- F-281 SF Pierre Benoit Atlantida (1964)
- F-282 SF Edgar Rice Burroughs Beyond The Farthest Star (1964)
- F-283 SF Sax Rohmer The Day the World Ended (1964)
- F-287 SF Andre Norton The Key Out of Time (1964)
- F-291 SF Andre Norton Plague Ship (1964)
- F-293 SF E. C. Tubb Moonbase (1964)
- F-294 SF Otis Adelbert Kline The Port of Peril (1964)
- F-295 SF A. E. van Vogt The World of Null-A
- F-296 SF Edwin L. Arnold Gulliver of Mars (1964)
- F-297 SF Henry Kuttner The Valley of the Flame (1964)
- F-301 SF Philip K. Dick The Simulacra (1964)
- F-303 SF Marion Zimmer Bradley The Bloody Sun
- F-304 SF Ralph Milne Farley The Radio Beasts (1964)
- F-305 SF Robert E. Howard Almuric (1964)
- F-306 SF C. L. Moore and Henry Kuttner Earth's Last Citadel (1964)
- F-307 SF Gardner F. Fox Warrior Of Llarn (1964)
- F-308 SF Andre Norton Judgment On Janus (1964)
- F-309 SF Philip K. Dick Clans of the Alphane Moon (1964)
- F-310 SF Andre Norton Galactic Derelict (1964)
- F-311 SF Donald A. Wollheim (ed.) Swordsmen In The Sky (1964)
- F-312 SF Ralph Milne Farley The Radio Planet
- F-313 SF Ray Cummings A Brand New World (1964)
- F-314 SF James H. Schmitz The Universe Against Her (1964)
- F-315 SF Andre Norton The Beast Master
- F-317 SF James White The Escape Orbit (1965)
- F-318 SF Austin Hall The Spot Of Life (1965)
- F-319 SF Edmond Hamilton Crashing Suns (1965)
- F-320 SF John Brunner (as Keith Woodcott) The Martian Sphinx (1965)
- F-321 SF Otis Adelbert Kline Maza of the Moon (1965)
- F-322 SF Samuel R. Delany City of a Thousand Suns (1965)
- F-323 SF Andre Norton Daybreak - 2250 A.D.
- F-325 SF Andre Norton Ordeal in Otherwhere (1965)
- F-326 SF Lin Carter The Wizard of Lemuria (1965)
- F-327 SF Henry Kuttner The Dark World (1965)
- F-328 SF Edward E. Smith The Galaxy Primes (1965)
- F-329 SF Andre Norton Storm Over Warlock (1965)
- F-330 SF Avram Davidson What Strange Stars and Skies (1965)
- F-332 SF Andre Norton Three Against the Witch World (1965)
- F-333 SF L. Sprague de Camp Rogue Queen (1965)
- F-334 SF Rex Dean Levie The Insect Warriors (1965)
- F-335 SF Robert Moore Williams The Second Atlantis (1965)
- F-337 SF Philip K. Dick Dr. Bloodmoney, or How We Got Along After the Bomb (1965)
- F-342 SF H. Beam Piper Lord Kalvan of Otherwhen (1965)
- F-343 SF Ray Cummings The Exile of Time (1965)
- F-344 SF Henry Kuttner The Well of the Worlds (1965)
- F-345 SF Homer Eon Flint The Lord of Death and the Queen of Life (1965)
- F-346 SF John W. Campbell, Jr. The Black Star Passes (1965)
- F-347 SF Ian Wright The Last Hope of Earth (1965)
- F-350 SF Marion Zimmer Bradley Star Of Danger (1965)
- F-353 SF Avram Davidson Rogue Dragon (1965)
- F-354 SF Gardner F. Fox The Hunter Out Of Time (1965)
- F-355 SF Homer Eon Flint The Devolutionist and The Emancipatrix (1965)
- F-356 SF Henry Kuttner The Time Axis (1965)
- F-357 SF Andre Norton Year of the Unicorn (1965)
- F-361 SF John Brunner The Day of the Star Cities (1965)
- F-363 SF Ray Cummings Tama of the Light Country (1965)
- F-364 SF John W. Campbell, Jr. The Mightiest Machine (1965)
- F-365 SF Andre Norton Night of Masks (1966)
- F-366 SF Andre Norton The Last Planet
- F-367 SF Philip José Farmer The Maker of Universes (1965, seria World of Tiers)
- F-372 SF Edward E. Smith Spacehounds of IPC (1966)
- F-373 SF Howard L. Cory The Sword of Lankor (1966)
- F-374 SF Jefferson Howard Sutton The Atom Conspiracy (1966)
- F-375 SF Robert A. Heinlein The Worlds of Robert A. Heinlein (1966)
- F-377 SF Philip K. Dick The Crack In Space (1966)
- F-379 SF Frank Herbert The Green Brain (1966)
- F-382 SF Brian W. Aldiss Bow Down To Nul (1966)
- F-383 SF Lin Carter Thongor of Lemuria (1966)
- F-386 SF Andre Norton The Time Traders (1966)
- F-388 SF Samuel R. Delany Babel-17 (1966)
- F-390 SF Jack Vance The Languages of Pao (1966)
- F-391 SF Andre Norton The Crossroads of Time (1966)
- F-392 SF Emil Petaja Saga Of Lost Earths (1966)
- F-393 SF Roger Zelazny This Immortal (1966)
- F-396 SF Kenneth Bulmer Worlds for the Taking (1966)
- F-398 SF Eric Frank Russell Somewhere a Voice (1966)
- F-399 SF Gardner F. Fox Thief of Llarn (1966)
- F-400 SF Otis Adelbert Kline Jan of the Jungle (1966)
- F-402 SF Cordwainer Smith Quest of the Three Worlds (1966)
- F-403 SF Roger Zelazny The Dream Master (1966)
- F-406 SF Ray Cummings Tama, Princess Of Mercury (1966)
- F-407 SF Thomas Burnett Swann Day Of The Minotaur (1966)
- F-408 SF Andre Norton The Sioux Spaceman (1966)
- F-412 SF Philip José Farmer The Gates of Creation (1966)
- F-414 SF Emil Petaja The Star Mill (1966)
- F-416 SF Rex Gordon Utopia Minus X (1966)
- F-420 SF Neil R. Jones Professor Jameson Space Adventure 1: The Planet Of The Double Sun (1967)
- F-421 SF Donald E. Westlake (as Curt Clark) Anarchaos (1967)
- F-422 SF Leigh Brackett The Sword of Rhiannon (1967)
- F-425 SF Poul Anderson World Without Stars (1967)
- F-426 SF Gordon R. Dickson The Genetic General (1967)
- F-427 SF Samuel R. Delany The Einstein Intersection (1967)
- F-429 SF Philip K. Dick The World Jones Made (1967)

### Seria M
- M-116 SF Robert P. Mills (ed.) The Best From Fantasy And Science Fiction, Tenth Series
- M-119 SF Jules Verne Journey to the Center of the Earth (1965)
- M-132 SF Robert W. Chambers The King in Yellow (1965)
- M-137 SF Robert P. Mills (ed.)  The Best From Fantasy And Science Fiction, Eleventh Series (1966)
- M-142 SF H.F. Heard Doppelgangers (1966)
- M-143 SF John W. Campbell Islands of Space (1965)
- M-147 SF Andre Norton The Stars Are Ours!
- M-148 SF Andre Norton Star Born (1966)
- M-149 SF Jack Vance The Eyes of the Overworld (1966)
- M-150 SF Andre Norton The Defiant Agents
- M-151 SF Andre Norton The Last Planet
- M-152 SF H. Warner Munn King Of The World's Edge (1966)
- M-153 SF A. E. van Vogt The Weapon Makers (1966)
- M-154 SF John W. Campbell Invaders from the Infinite (1966)
- M-155 SF Roger Zelazny Four For Tomorrow (1966)
- M-156 SF Andre Norton Key Out Of Time (1966)
- M-157 SF Andre Norton Star Gate (1966)
- M-162 SF Donald A. Wollheim (as David Grinnell) Edge Of Time (1966)
- M-165 SF Keith Laumer Worlds Of The Imperium (1966)

### Seria G
- G-547 SF Austin Hall and Homer Eon Flint The Blind Spot (1965)
- G-551 SF Donald A. Wollheim and Terry Carr (eds.) World's Best Science Fiction: 1965 (1965)
- G-570 SF Alan Garner The Weirdstone Of Brisingamen (1965)
- G-582 SF Jules Verne Journey to the Center of the Earth (1966)
- G-586 SF William L. Chester Hawk of the Wilderness (1966)
- G-595 SF Andre Norton Quest Crosstime (1966)
- G-599 SF Andre Norton Star Guard (1966)
- G-605 SF Larry Maddock The Flying Saucer Gambit - Agent Of T.E.R.R.A. #1 (1966)
- G-611 SF Avram Davidson (ed.) The Best From Fantasy And Science Fiction, Twelfth Series (1967)
- G-620 SF Larry Maddock The Golden Goddess Gambit - Agent Of T.E.R.R.A. #2 (1967)
- G-625 SF Kenneth Bulmer To Outrun Doomsday (1967)
- G-626 SF Ursula K. Le Guin City Of Illusions (1967)
- G-627 SF Fritz Leiber The Big Time (1967)
- G-630 SF Andre Norton Warlock of the Witch World (1967)
- G-631 SF Neil R. Jones The Sunless World: Professor Jameson Space Adventure #2 (1967)
- G-634 SF Poul Anderson War of the Wing-Men (1967)
- G-637 SF Philip K. Dick and Ray Nelson The Ganymede Takeover (1967)
- G-639 SF Edmond Hamilton The Weapon from Beyond: Starwolf Series #1 (1967)
- G-640 SF Thomas Burnett Swann The Weirwoods (1967)
- G-641 SF Jack Williamson Bright New Universe (1967)
- G-644 SF Larry Maddock The Emerald Elephant Gambit : Agent Of T.E.R.R.A. #3
- G-646 SF Andre Norton The X Factor (1967)
- G-647 SF Murray Leinster S.O.S. From Three Worlds (1967)
- G-649 SF John Brunner The World Swappers (1967)
- G-650 SF Neil R. Jones Space War: Professor Jameson Space Adventure #3
- G-654 SF Andre Norton Catseye (1967)
- G-655 SF Andre Norton Witch World (1967)
- G-656 SF John Jakes When the Star Kings Die (1967)
- G-660 SF A. E. van Vogt The Universe Maker (1967)
- G-661 SF Jack Vance Big Planet (1967)
- G-664 SF John Brunner Born Under Mars (1967)
- G-667 SF David McDaniel The Arsenal Out Of Time (1967)
- G-669 SF Leigh Brackett The Coming Of The Terrans (1967)
- G-673 SF Mark S. Geston Lords of the Starship
- G-675 SF James White The Secret Visitors (1967)
- G-677 SF Damon Knight Turning On: Thirteen Stories (1967)
- G-680 SF Kenneth Bulmer Cycle of Nemesis (1967)
- G-681 SF Neil R. Jones Twin Worlds: Professor Jameson Space Adventure #4 (1967)
- G-683 SF Leigh Brackett The Big Jump (1967)
- G-688 SF Jack Vance City Of The Chasch: Planet Of Adventure #1 (1968)
- G-690 SF Andre Norton The Beast Master (1968)
- G-691 SF Andre Norton Lord of Thunder
- G-692 SF Otis Adelbert Kline The Swordsman Of Mars (1968)
- G-693 SF Otis Adelbert Kline The Outlaws Of Mars (1968)
- G-694 SF Thomas Burnett Swann The Dolphin And The Deep (1968)
- G-697 SF Poul Anderson We Claim These Stars (1968)
- G-701 SF Edmond Hamilton The Closed Worlds: Starwolf #2 (1968)
- G-703 SF Andre Norton Victory On Janus (1968)
- G-706 SF Samuel R. Delany The Jewels Of Aptor (1968)
- G-709 SF John Brunner Bedlam Planet (1968)
- G-712 SF Anthony Boucher and J. Francis Mccomas (eds.) The Best From Fantasy and Science Fiction, Third Series
- G-713 SF Anthony Boucher (ed.) The Best From F & Sf Fourth Series (1968)
- G-714 SF Anthony Boucher (ed.) The Best From F & Sf Fifth Series (1968)
- G-715 SF Anthony Boucher (ed.) The Best From Fantasy And Science Fiction, Sixth Series (1968)
- G-716 SF Andre Norton Web Of The Witch World
- G-717 SF Andre Norton Daybreak - 2250 A.D.  (1968)
- G-718 SF Philip K. Dick Solar Lottery (1968)
- G-719 SF Neil R. Jones Doomday on Ajiat: Professor Jameson Space Adventure #5 (1968)
- G-723 SF Andre Norton Star Hunter & Voodoo Planet (1968)
- G-724 SF Philip José Farmer A Private Cosmos (1968)
- G-728 SF Donald A. Wollheim (ca David Grinnell)Across Time (1968)
- G-730 SF Alan E. Nourse Psi High And Others (1968)
- G-733 SF Edgar Rice Burroughs At the Earth's Core (1968)
- G-734 SF Edgar Rice Burroughs Pellucidar (1968)
- G-735 SF Edgar Rice Burroughs Tanar Of Pellucidar (1968)
- G-736 SF Edgar Rice Burroughs Tarzan At The Earth's Core (1968)
- G-737 SF Edgar Rice Burroughs Back to the Stone Age (1968)
- G-738 SF Edgar Rice Burroughs Land of Terror (1968)
- G-739 SF Edgar Rice Burroughs Savage Pellucidar (1968)
- G-740 SF Fred Saberhagen The Broken Lands (1968)
- G-745 SF Edgar Rice Burroughs The Moon Maid (1968)
- G-748 SF Edgar Rice Burroughs The Moon Men (1968)
- G-753 SF Alan Garner The Moon of Gomrath (1968)
- G-756 SF Alexei Panshin Star Well (1968)
- G-758 SF Thomas Burnett Swann Moondust (1968)
- G-761 SF John Brunner Catch A Falling Star (1968)
- G-762 SF Alexei Panshin The Thurb Revolution (1968)
- G-766 SF Edmond Hamilton World of the Starwolves: Starwolf #3 (1968)

### Seria H
- H-15 SF Donald A. Wollheim and Terry Carr (eds.) The World's Best Science Fiction:: 1966
- H-18 SF Jefferson Howard Sutton H-Bomb Over America (1966)
- H-19 SF Frederik Pohl (ed.) The If Reader of Science Fiction (1966)
- H-26 SF Avram Davidson (ed.) The Best From Fantasy And Science Fiction, 13th Series (1967)
- H-30 SF Clifford D. Simak City (1967)
- H-33 SF Andre Norton Moon of Three Rings (1967)
- H-38 SF Fritz Leiber The Swords of Lankhmar (1968)
- H-39 SF Philip K. Dick Eye in the Sky (1968)
- H-41 SF Jules Verne Into The Niger Bend (1968)
- H-42 SF Clifford D. Simak Why Call Them Back From Heaven?  (1968)
- H-43 SF Jules Verne The City in the Sahara (1968)
- H-49 SF Jules Verne The Begum's Fortune (1968)
- H-52 SF Jules Verne Yesterday and Tomorrow (1968)
- H-54 SF R. A. Lafferty Past Master (1968)
- H-58 SF Gertrude Friedberg The Revolving Boy (1968)
- H-60 SF Jules Verne Carpathian Castle (1968)
- H-62 SF Wilson Tucker The Lincoln Hunters (1968)
- H-67 SF Jules Verne The Village in the Treetops (1968)
- H-72 SF Joanna Russ Picnic on Paradise (1968)
- H-73 SF Fritz Leiber Swords Against Wizardy (1968)
- H-78 SF Jules Verne The Hunt for the Meteor (1968)
- H-79 SF Bob Shaw The Two-Timers (1968)
- H-84 SF Andre Norton Sorceress of the Witch World (1968)
- H-86 SF D. G. Compton Synthajoy (1968)
- H-89 SF John Macklin Dimensions Beyond The Unknown
- H-90 SF Fritz Leiber Swords in the Mist (1968)
- H-92 SF A. E. van Vogt The Far-Out Worlds of A. E. van Vogt (1968)
- H-102 SF Edward E. Smith Subspace Explorers (1968)
- H-105 SF James H. Schmitz The Demon Breed (1968)

### Seria K
- K-154 SF George R. Stewart Earth Abides (1962)

### Seria A
Ace Books published its A series of books from about 1966 to 1968, priced at 75 cents.
- A-3 SF Bernard Wolfe Limbo (1966)
- A-4 SF J. R. R. Tolkien The Fellowship of the Ring (1966)
- A-5 SF J. R. R. Tolkien The Two Towers (1966)
- A-6 SF J. R. R. Tolkien The Return of the King (1966)
- A-8 SF John Myers Myers Silverlock (1966)
- A-10 SF Terry Carr and Donald A. Wollheim (eds.) The World's Best SF: 1967 (1967)
- A-12 SF Terry Carr (ed.) New Worlds of Fantasy (1967)
- A-13 SF James H. Schmitz The Witches of Karres (1968)
- A-15 SF Terry Carr and Donald A. Wollheim (eds.) World's Best SF: 1968' (1968)
- A-16 SF Alexei Panshin Rite of Passage (1968)
- A-17 SF Avram Davidson (ed.) The Best From Fantasy & Science Fiction, 14th Series (1968)
- A-19 SF Piers Anthony and Robert E. Margroff The Ring (1968)
- A-25 SF Edgar Rice Burroughs The Outlaw of Torn (1968)
- A-29 SF James Blish and Norman L. Knight A Torrent of Faces (1968)

### Seria N
- N-3 SF Frank Herbert Dune (1966)

## Listă de cărți SF cu două titluri

### Seria  D
- D-031 SF A. E. van Vogt The World of Null-A / The Universe Maker (1953)
- D-036 SF Robert E. Howard Conan the Conqueror / Leigh Brackett The Sword of Rhiannon (1953)
- D-042  SF Charles M. Martin Law for Tombstone / Walker A. Tompkins' 'One Against A Bullet Horde (1954)
- D-044 SF Donald A. Wollheim (ed.) The Ultimate Invader and Other Science-Fiction / Eric Frank Russell Sentinels of Space (1954)
- D-053 SF Murray Leinster Gateway to Elsewhere / A. E. van Vogt The Weapon Shops of Isher (1954)
- D-061 SF L. Sprague de Camp Cosmic Manhunt / Clifford D. Simak Ring Around The Sun (1954)
- D-069 SF Lewis Padgett (Henry Kuttner and C. L. Moore) Beyond Earth's Gates / Andre Norton Daybreak—2250 A. D. (1954)
- D-073 SF Donald A. Wollheim (ed.) Adventures in the Far Future / Donald A. Wollheim (ed.) Tales of Outer Space (1954)
- D-079 SF Francis Rufus Bellamy Atta / Murray Leinster The Brain Stealers (1954)
- D-084 SF Isaac Asimov The Rebellious Stars / Roger Dee An Earth Gone Mad (1954)
- D-094 SF Murray Leinster The Other Side of Here / A. E. van Vogt One Against Eternity (1955)
- D-096 SF Andre Norton  The Last Planet / Alan E. Nourse A Man Obsessed (1955)
- D-099 SF Robert Moore Williams Conquest of the Space Sea / Leigh Brackett The Galactic Breed (1955)
- D-103 SF Philip K. Dick Solar Lottery / Leigh Brackett The Big Jump (1955)
- D-110 SF Isaac Asimov The 1,000 Year Plan / Poul Anderson No World of Their Own (1955)
- D-113 SF Dwight V. Swain The Transposed Man / J. T. McIntosh One in 300 (1955)
- D-118 SF Charles L. Harness The Paradox Men / Jack Williamson Dome Around America (1955)
- D-121 SF Andre Norton The Stars are Ours! / Sam Merwin, Jr. Three Faces of Time (1955)
- D-139 SF Nick Boddie Williams The Atom Curtain / Gordon R. Dickson Alien From Arcturus (1956)
- D-146 SF Lee Correy Contraband Rocket / Murray Leinster The Forgotten Planet (1956)
- D-150 SF Philip K. Dick The World Jones Made / Margaret St. Clair Agent of the Unknown (1956)
- D-162 SF Jerry Sohl The Mars Monopoly / R. DeWitt Miller and Anna Hunger The Man Who Lived Forever (1956)
- D-164 SF Gordon R. Dickson Mankind on The Run / Andre Norton The Crossroads of Time (1956)
- D-173 SF Ray Cummings The Man Who Mastered Time / Joseph E. Kelleam Overlords From Space (1956)
- D-176 SF Thomas Calvert McClary Three Thousand Years / Margaret St. Clair The Green Queen (1956)
- D-193 SF Philip K. Dick The Man Who Japed / E. C. Tubb The Space-Born (1956)
- D-199 SF Poul Anderson Planet of No Return / Andre Norton Star Guard (1956)
- D-205 SF Donald A. Wollheim (ed.) The Earth in Peril / Lan Wright Who Speaks of Conquest? (1957)
- D-215 SF Eric Frank Russell Three To Conquer / Robert Moore Williams Doomsday Eve (1957)
- D-223 SF Robert Silverberg The 13th Immortal / James E. Gunn This Fortress World (1957)
- D-227 SF H. Beam Piper and John J. McGuire Crisis in 2140 / Cyril Judd Gunner Cade (1957)
- D-237 SF Robert Silverberg Master of Life and Death / James White The Secret Visitors (1957)
- D-242 SF A. E. van Vogt Empire of the Atom / Frank Belknap Long Space Station #1 (1957)
- D-249 SF Philip K. Dick The Cosmic Puppets / Andre Norton (as Andrew North) Sargasso of Space (1957)
- D-255 SF Kenneth Bulmer City Under the Sea / Poul Anderson Star Ways (1957)
- D-266 SF E. C. Tubb The Mechanical Monarch / Charles L. Fontenay Twice Upon A Time (1958)
- D-277 SF Murray Leinster City on The Moon / Donald A. Wollheim (ed.) Men on The Moon (1958)
- D-286 SF Robert Silverberg Invaders From Earth / Donald A. Wollheim (as David Grinnell) Across Time (1958)
- D-291 SF Robert Silverberg (as Calvin M. Knox) Lest We forget Thee, Earth / Raymond Z. Gallun People Minus X (1958)
- D-295 SF Jack Vance Big Planet / The Slaves of The Klau (1958)
- D-299 SF Andre Norton Star Born / H. Beam Piper and John J. McGuire A Planet for Texans (1958)
- D-303 SF Poul Anderson The Snows of Ganymede / War of the Wing-Men (1958)
- D-311 SF Robert Silverberg Stepsons of Terra / Lan Wright A Man Called Destiny (1958)
- D-315 SF Eric Frank Russell The Space Willies / Six Worlds Yonder (1958)
- D-322 SF Robert Moore Williams The Blue Atom / The Void Beyond and Other Stories (1958)
- D-331 SF Kenneth Bulmer The Secret of Zi / Ray Cummings Beyond the Vanishing Point (1958)
- D-335 SF Poul Anderson The War of Two Worlds / John Brunner Threshold of Eternity (1959)
- D-345 SF Andre Norton (as Andrew North) Plague Ship / Voodoo Planet (1959)
- D-351 SF Edmond Hamilton The Sun Smasher / Robert Silverberg (as Ivar Jorgenson) Starhaven (1959)
- D-358 SF Robert Silverberg (as Calvin M. Knox) The Plot Against Earth / Milton Lesser Recruit for Andromeda (1959)
- D-362 SF John Brunner The 100th Millennium / Donald A. Wollheim (as David Grinnell) Edge of Time (1959)
- D-369 SF Brian W. Aldiss Vanguard From Alpha / Kenneth Bulmer The Changeling Worlds (1959)
- D-375 SF Damon Knight Masters of Evolution / George O. Smith Fire in the Heavens (1959)
- D-381 SF Jerry Sohl One Against Herculum / Andre Norton Secret of the Lost Race (1959)
- D-385 SF John Brunner Echo in the Skull / Alan E. Nourse Rocket to Limbo (1959)
- D-391 SF John Brunner The World Swappers / A. E. van Vogt Siege of the Unseen (1959)
- D-403 SF Murray Leinster The Mutant Weapon / The Pirates of Zan (1959)
- D-407 SF Poul Anderson We Claim These Stars! / Robert Silverberg The Planet Killers (1959)
- D-413 SF Harlan Ellison The Man With Nine Lives / A Touch of Infinity (1959)
- D-421 SF Philip K. Dick Dr. Futurity / John Brunner Slavers of Space (1960)
- D-427 SF Robert Moore Williams World of the Masterminds / To the End of Time and Other Stories (1960)
- D-431 SF A. E. van Vogt Earth's Last Fortress / George O. Smith Lost in Space (1960)
- D-437 SF Andre Norton The Sioux Spaceman / Richard Wilson And Then The Town Took Off (1960)
- D-443 SF Manly Wade Wellman The Dark Destroyers / Brian W. Aldiss Bow Down to Nul (1960)
- D-449 SF Gordon R. Dickson The Genetic General / Time to Teleport (1960)
- D-453 SF Kenneth Bulmer The Earth Gods Are Coming / Margaret St. Clair The Games of Neith (1960)
- D-457 SF Philip K. Dick Vulcan's Hammer / John Brunner The Skynappers (1960)
- D-465 SF John Brunner The Atlantic Abomination / Donald A. Wollheim (as David Grinnell) The Martian Missile (1960)
- D-471 SF John Brunner Sanctuary in the Sky / Jack Sharkey The Secret Martians (1960)
- D-479 SF Wilson Tucker To the Tombaugh Station / Poul Anderson Earthman Go Home! (1960)
- D-485 SF Robert A. W. Lowndes The Puzzle Planet / Lloyd Biggle, Jr. The Angry Espers (1961)
- D-491 SF Fritz Leiber The Big Time / Fritz Leiber The Mind-Spider and Other Stories (1961)
- D-497 SF John Brunner (as Keith Woodcott) I Speak For Earth / Ray Cummings Wandl The Invader (1961)
- D-507 SF Kenneth Bulmer Beyond the Silver Sky / John Brunner Meeting At Infinity (1961)
- D-509 SF Andre Norton The Beast Master / Star Hunter (1961)
- D-517 SF Clifford Simak The Trouble With Tycho / A. Bertram Chandler Bring Back Yesterday (1961)

### Seria F
- F-104 SF Kenneth Bulmer No Man's World / Poul Anderson Mayday Orbit (1961)
- F-108 SF G. McDonald Wallis The Light of Lilith / Damon Knight The Sun Saboteurs (1961)
- F-113 SF Charles L. Fontenay Rebels of The Red Planet / J. T. McIntosh 200 Hundred Years to Christmas (1961)
- F-117 SF Marion Zimmer Bradley The Door Through Space / A. Bertram Chandler Rendezvous on a Lost World (1961)
- F-119 SF Gordon R. Dickson Spacial Delivery / Delusion World (1961)
- F-123 SF Robert Silverberg Collision Course / Leigh Brackett The Nemesis From Terra (1961)
- F-127 SF Marion Zimmer BradleySeven From The Stars / Keith Laumer Worlds Of The Imperium (1962)
- F-129 SF William F. Temple The Automated Goliath / William F. Temple The Three Suns Of Amara (1962)
- F-133 SF John Brunner Secret Agent of Terra / A. Bertram Chandler The Rim of Space (1962)
- F-139 SF Poul Anderson The Makeshift Rocket/Un-Man and Other Stories (1962)
- F-141 SF Robert Moore Williams The Darkness Before Tomorrow / John Brunner (as Keith Woodcott) The Ladder In The Sky (1962)
- F-145 SF Robert Silverberg Next Stop The Stars / The Seed of Earth (1962)
- F-147 SF Andre Norton The Sea Siege / The Eye of The Monster (1962)
- F-149 SF Robert Moore Williams King of the Fourth Planet / Charles V. de Vet and Katherine MacLean Cosmic Checkmate (1962)
- F-153 SF Marion Zimmer Bradley The Sword of Aldones / The Planet Savers (1962)
- F-161 SF John Brunner Times Without Number / Donald A. Wollheim (ca David Grinnel) Destinies Orbit (1962)
- F-165 SF Philip José Farmer Cache From Outer Space / The Celestial Blueprint (1962)
- F-173 SF James White Second Ending / Samuel R. Delany  The Jewels of Aptor (1962)
- F-177 SF Terry Carr Warlord of Kor / Robert Moore Williams The Star Wasps (1963)
- F-185 SF Jack Vance 5 Gold Bands / The Dragon Masters (1963)
- F-187 SF Leigh Brackett  Alpha Centauri or Die! / G. McDonald Wallis Legend of Lost Earth (1963)
- F-195 SF Robert Silverberg The Silent Invaders / William F. Temple Battle on Venus (1963)
- F-199 SF John Brunner (as Keith Woodcott) The Psionic Menace / Samuel R. Delany Captives of the Flame (1963)
- F-209 SF Ken Bulmer The Wizard of the Starship Poseidon / Poul Anderson Let The Spacemen Beware! (1963)
- F-215 SF John Brunner Listen! The Stars / Jane Roberts The Rebellers (1963)
- F-223 SF Keith Laumer Envoy to New Worlds / Robert Moore Williams Flight From Yesterday (1963)
- F-227 SF John Brunner Astronauts Musn't Land / The Space-Time Juggler (1963)
- F-237 SF A. Bertram Chandler The Ship From Outside / Beyond the Galactic Rim (1963)
- F-242 SF John Brunner The Rites of Ohe / Castaway World (1963)
- F-249 SF L. Sprague de Camp The Hand of Zei/The Search for Zei (1963)
- F-253 SF Robert Silverberg (as Calvin M. Knox) One of Our Asteroids is Missing / A. E. van Vogt The Twisted Men (1964)
- F-261 SF Samuel R. Delany The Towers of Toron / Robert Moore Williams The Lunar Eye (1964)
- F-265 SF Jack Vance The Houses of Iszm / Son of The Tree (1964)
- F-273 SF Marion Zimmer Bradley Falcons of Narabedla / The Dark Intruder (1964)
- F-275 SF Philip E. High No Truce With Terra / Murray Leinster The Duplicators (1964)
- F-285 SF Fritz Leiber Ships to the Stars / Ken Bulmer The Million Year Hunt (1964)
- F-289 SF Ken Bulmer Demons' World / Tom Purdom I Want the Stars (1964)
- F-299 SF John Brunner Endless Shadow/ Gardner Fox The Arsenal of Miracles (1964)

### Seria M
- M-101 SF Leigh Brackett The Secret of Sinharat / People of the Talisman (1964)
- M-103 SF Fred Saberhagen The Golden People / Lan Wright Exile From Xanadu (1964)
- M-105 SF Margaret St. Clair Message From the Eocene / Three Worlds of Futury (1964)
- M-107 SF A. Bertram Chandler The Coils of Time / Into The Alternate Universe (1964)
- M-109 SF G.C. Edmondson Stranger Than You Think / The Ship That Sailed the Time Stream (1965)
- M-111 SF Edmond Hamilton Fugitive of the Stars / Kenneth Bulmer Land Beyond the Map (1965)
- M-113 SF Damon Knight Off Center / The Rithian Terror (1965)
- M-115 SF John Brunner The Repairmen of Cyclops / Enigma From Tantalus (1965)
- M-117 SF Bruce W. Ronald Our Man in Space / Jack Sharkey Ultimatum in 2050 A.D. (1965)
- M-121 SF Emil Petaja Alpha Yes, Terra No! / Samuel R. Delany The Ballad of Beta-2 (1965)
- M-123 SF John Brunner The Altar on Asconel / Ted White Android Avenger (1965)
- M-125 SF Jack Vance Monsters in Orbit / The World Between and Other Stories (1965)
- M-127 SF John Rackham We, The Venusians / Fred Saberhagen The Water of Thought (1965)
- M-129 SF A. Bertram Chandler The Alternate Martians / A. Bertram Chandler Empress of Outer Space (1965)
- M-131 SF Kenneth Bulmer Behold The Stars / Mack Reynolds Planetary Agent X (1965)
- M-133 SF A. Bertram Chandler Space Mercenaries / Emil Petaja The Caves of Mars (1965)
- M-135 SF Philip E. High The Mad Metropolis / Murray Leinster Space Captain (1966)
- M-139 SF Samuel R. Delany Empire Star / Tom Purdom The Tree Lord of Imeton (1966)
- M-141 SF Jack Vance The Brains of Earth / The Many Worlds of Magnus Ridolph (1966)

### Seria G
- G-574 SF Avram Davidson The Kar-Chee Reign / Ursula K. Le Guin Rocannon's World (1966)
- G-576 SF John T. Phillifent (as John Rackham) Danger From Vega / Avram Davidson Clash of Star-Kings (1966)
- G-580 SF Mack Reynolds Dawnman Planet / Claude Nunes Inherit the Earth (1966)
- G-585 SF John W. Campbell The Planeteers / The Ultimate Weapon (1966)
- G-588 SF Lin Carter The Star Magicians / John Baxter The Off-Worlders (1966)
- G-592 SF John T. Phillifent (as John Rackham) The Beasts of Kohl / John Brunner A Planet Of Your Own (1966)
- G-597 SF Ursula K. Le Guin Planet of Exile / Thomas M. Disch Mankind Under the Leash (1966)
- G-602 SF Jack Jardine and Julie Jardine (jointly as Howard L. Cory) The Mind Monsters / Philip K. Dick The Unteleported Man (1966)
- G-606 SF John T. Phillifent (as John Rackham) Time to Live / Lin Carter The Man Without a Planet (1966)
- G-609 SF Philip E. High Reality Forbidden / A. Bertram Chandler Contraband From Otherspace (1967)
- G-614 SF Walt Richmond and Leigh Richmond Shock Wave / Frederick L. Shaw, Jr. Envoy to the Dog Star (1967)
- G-618 SF Emil Petaja The Stolen Sun / H. Warner Munn The Ship From Atlantis (1967)
- G-623 SF Philip E. High These Savage Futurians / John T. Phillifent (as John Rackham) The Double Invaders (1967)
- G-632 SF A. Bertram Chandler Nebula Alert / Mack Reynolds The Rival Rigelians (1967)

### Seria H
- H-20 SF Kenneth Bulmer The Key to Irunium / Alan Schwartz The Wandering Tellurian (1967)
- H-21 SF Jack Vance The Last Castle / Tony Russell Wayman World Of The Sleeper (1967)
- H-22 SF Tom Purdom Five Against Arlane / Emil Petaja Lord of the Green Planet (1967)
- H-27 SF Juanita Coulson Crisis on Cheiron / E. C. Tubb The Winds of Gath (1967)
- H-29 SF Walt Richmond and Leigh Richmond The Lost Millennium / A. Bertram Chandler The Road to the Rim (1967)
- H-34 SF Mack Reynolds Computer War / E. C. Tubb Death is a Dream (1967)
- H-36 SF Emil Petaja Tramontane / Michael Moorcock The Wrecks Of Time (1967)
- H-40 SF E. C. Tubb C.O.D. Mars / John T. Phillifent (as John Rackham) Alien Sea (1968)
- H-48 SF Ellen Wobig The Youth Monopoly  / Lan Wright The Pictures Of Pavanne (1968)
- H-51 SF John M. Faucette Crown Of Infinity / Emil Petaja The Prism (1968)
- H-56 SF Ernest Hill Pity About Earth / R. A. Lafferty Space Chantey (1968)
- H-59 SF Philip E. High The Time Mercenaries / Louis Trimble Anthropol (1968)
- H-65 SF Mack Reynolds Mercenary From Tomorrow / Kenneth Bulmer The Key to Venudine (1968)
- H-70 SF Dean R. Koontz Star Quest / Emil Petaja Doom of the Green Planet (1968)
- H-77 SF Juanita Coulson The Singing Stones / E. C. Tubb Derai (1968)
- H-85 SF Philip E. High Invader on My Back / Donald A. Wollheim (as David Grinnell) and Lin Carter Destination: Saturn (1968)
- H-91 SF Laurence M. Janifer and S.J. Treibich Target Terra / John Rackham The Proxima Project (1968)
- H-95 SF Clifford D. Simak So Bright the Vision / Jeff Sutton The Man Who Saw Tomorrow (1968)
- H-103 SF Mack Reynolds Code Duello / John M. Faucette The Age of Ruin (1968)

## Serie cu numere
- 22600 SF Dean R. Koontz The Fall Of The Dream Machine / Kenneth Bulmer The Star Venturers (January 1969)
- 72400 SF A. Bertram Chandler The Rim Gods / Laurence M. Janifer The High Hex (February 1969)
- 30300 SF Fritz Leiber The Green Millennium / Night Monsters (March 1969)
- 37250 SF Marion Zimmer Bradley The Brass Dragon / John T. Phillifent (as John Rackham) Ipomoea (April 1969)
- 23140 SF Dean R. Koontz Fear That Man / E. C. Tubb Toyman (May 1969)
- 77710 SF Robert Lory The Eyes Of Bolsk / Mack Reynolds The Space Barbarians (June 1969)
- 81680 SF John Jakes Tonight We Steal The Stars / Laurence M. Janifer and S. J. Treibich The Wagered World (July 1969)
- 12140 SF Brian M. Stableford Cradle of the Sun / Kenneth Bulmer The Wizards of Senchuria (August 1969)
- 42800 SF E. C. Tubb Kalin/ Alex Dain The Bane of Kanthos (September 1969)
- 23775 SF Barry N. Malzberg (as K.M. O'Donnell) Final War and Other Fantasies / John Rackham Treasure of Tau Ceti (October 1969)
- 42900 SF Lin Carter Tower Of The Medusa / George H. Smith Kar Kaballa (November 1969)
- 66160 SF Nick Kamin Earthrim / Walt Richmond and Leigh Richmond Phoenix Ship (December 1969)
- 89250 SF Marion Zimmer Bradley The Winds Of Darkover / John Rackham The Anything Tree (January 1970)
- 06707 SF Brian M. Stableford The Blind Worm / Emil Petaja Seed of the Dreamers (February 1970)
- 81610 SF Donald A. Wollheim (as David Grinnell) To Venus! To Venus! / E. C. Tubb The Jester at Scar (March 1970)
- 27235 SF Walt Richmond and Leigh Richmond Gallaghers Glacier / Positive Charge (April 1970)
- 24100 SF John T. Phillifent (as John Rackham) Flower of Doradil / Thomas Edward Renn (as Jeremy Strike) A Promising Planet (May 1970)
- 76096 SF Jeff Sutton Alton's Unguessable / Kenneth Bulmer The Ships of Durostorum (June 1970)
- 52180 SF Robert Lory A Harvest Of Hoodwinks / Masters Of The Lamp (July 1970)
- 78400 SF John Jakes Mask of Chaos / Barrington Bayley The Star Virus (August 1970)
- 51375 SF Philip José Farmer The Mad Goblin / Philip José Farmer Lord of the Trees (September 1970)
- 11560 SF Suzette Haden Elgin The Communipaths / Louis Trimble The Noblest Experiment In The Galaxy (October 1970)
- 13793 SF Dean R. Koontz Soft Come the Dragons / Dark of the Woods (November 1970)
- 27400 SF Neal Barrett, Jr. The Gates of Time / Barry N. Malzberg (as K.M. O'Donnell) Dwellers of the Deep (December 1970)
- 58880 SF Sam Lundwall Alice's World / No Time For Heroes (January 1971)
- 05595 SF Kenneth Bulmer Electric Sword Swallowers / John T. Phillifent (as John Rackham) Beyond Capella (February 1971)
- 11182 SF Ron Goulart Clockwork Pirates / Ghost Breaker (March 1971)
- 71082 SF Claudia Nunes and Rhoda Nunes Recoil / E. C. Tubb Lallia (April 1971)
- 13783 SF A. Bertram Chandler The Dark Dimensions / Alternate Orbits (May 1971)
- 13805 SF John T. Phillifent (as John Rackham) Dark Planet / Robert J. Antonick (as Nick Kamin) The Herod Men (June 1971)
- 77785 SF Eric Frank Russell Six Worlds Yonder 6 unrelated stories. / The Space Willies A spoof on Scientology. (July 1971)
- 68310 SF John Glasby Project Jove / Kenneth Bulmer The Hunters of Jundagai (August 1971)
- 27415 SF Barry N. Malzberg (as K.M. O'Donnell) Gather in the Hall of Planets / In the Pocket and Other S-F Stories (September 1971)
- 66525 SF Will F. Jenkins (as Murray Leinster) The Mutant Weapon / Pirates of Zan (October 1971)
- 75781 SF Leigh Brackett The Secret of Sinharat / Leigh Brackett People of the Talisman (November 1971)
- 77525 SF Jack Vance Son of the Tree / The Houses of Iszm (December 1971)
- 33710 SF Neal Barrett Jr. Highwood / Barrington Bayley Annihilation Factor (January 1972)
- 15890 SF A. Bertram Chandler Rendezvous On A Lost World / Marion Zimmer Bradley The Door Through Space (February 1972)
- 79975 SF E. C. Tubb Technos / E. C. Tubb A Scatter of Stardust (March 1972)
- 16640 SF Jack Vance The Dragon Masters / 5 Gold Bands (April 1972)
- 00990 SF Susan K. Putney Against Arcturus / Dean R. Koontz Time Thieves (May 1972)
- 37062 SF A. Bertram Chandler The Inheritors / The Gateway to Never (June 1972)
- 10293 SF John T. Phillifent (as John Rackham) Earthstrings / Ken Bulmer The Chariots of Ra (July 1972)
- 06612 SF Mack Reynolds Blackman's Burden / Border, Breed Nor Birth (August 1972)
- 15697 SF Philip K. Dick The Unteleported Man / Dr. Futurity (September 1972)
- 31755 SF A. Bertram Chandler The Hard Way Up / Robert Lory The Veiled World (October 1972)
- 11451 SF A. Bertram Chandler Coils of Time / Into The Alternate Universe (November 1972)
- 22576 SF Marion Zimmer Bradley Falcons of Narabedla / The Dark Intruder & Other Stories (December 1972)
- 76960 SF Lester del Rey Badge of Infamy / The Sky is Falling (January 1973)
- 11650 SF Mack Reynolds Computer War / Code Duello (February 1973)
- 93900 SF Ross Rocklynne The Sun Destroyers / Edmond Hamilton A Yank at Valhalla (March 1973)
- 16641 SF Jack Vance The Dragon Masters / The Last Castle (April 1973)
- 53415 SF John T. Phillifent Hierarchies / Doris Piserchia Mister Justice (May 1973)
- 76380 SF William F. Temple Battle on Venus / William F. Temple The Three Suns of Amara (June 1973)
- 89301 SF E. C. Tubb Derai / The Winds of Gath (July 1973)
- 48245 SF John T. Phillifent Life With Lancelot / William Barton Hunting on Kunderer (August 1973)

- 66995 SF Mack Reynolds The Rival Rigelians / Planetary Agent X (June 1974)
- 14250 SF Mack Reynolds Depression Or Bust / Dawnman Planet (September 1974)
- 20571 SF Samuel R. Delany The Ballad of Beta-2 / Empire Star (October 1975)
- 24035 SF Mack Reynolds The Five Way Secret Agent / Mercenary from Tomorrow (November 1974)

- 01685 SF Gordon R. Dickson Alien Art / Arcturus Landing (June 1981)
- 11555 SF A. Bertram Chandler The Commodore at Sea / Spartan Planet (June 1979)
- 11556 SF A. Bertram Chandler The Commodore at Sea / Spartan Planet (September 1981; same cover as 11555-1)
- 11705 SF Robert Silverberg Conquerors From the Darkness / Master of Life and Death (July 1979)
- 24890 SF H. Beam Piper Four-Day Planet /  Lone Star Planet (April 1979)
- 24892 SF H. Beam Piper Four-Day Planet / H. Beam Piper and John J. McGuire  Lone Star Planet (September 1984)
- 37063 SF A. Bertram Chandler The Inheritors / The Gateway to Never (June 1978)
- 37064 SF A. Bertram Chandler The Inheritors / The Gateway to Never (September 1981)
- 37108 SF A. Bertram Chandler Into the Alternate Universe / Contraband From Otherspace (March 1979)
- 37109 SF A. Bertram Chandler Into the Alternate Universe / Contraband From Otherspace (September 1981)
- 37130 SF Robert Silverberg Invaders From Earth / To Worlds Beyond (July 1980)
- 37365 SF Robert E. Howard The Iron Man / The Adventures of Dennis Dorgan
- 49252 SF Philip José Farmer Lord of the Trees / The Mad Goblin (May 1980)
- 65874 SF Robert Sheckley The People Trap / Mindswap (August 1981)
- 66093 SF Walter Ernsting (as Clark Darlton) Perry Rhodan 109 The Stolen Spacefleet / Klaus Mahn (as Kurt Mahr) Perry Rhodan 110 Sgt. Robot
- 66094 SF Willi Voltz (as William Voltz) Perry Rhodan 111 Seeds of Ruin / K. H. Scheer Perry Rhodan 112 Planet Mechanica
- 66095 SF Walter Ernsting (as Clark Darlton) Perry Rhodan 113 Heritage of the Lizard People / Klaus Mahn (as Kurt Mahr) Perry Rhodan 114 Death's Demand
- 66096 SF Kurt Brand Perry Rhodan 115 Saboteurs in A-1 / Willi Voltz (as William Voltz) Perry Rhodan 116 The Psycho Duel
- 66097 SF K. H. Scheer Perry Rhodan 117 Savior of the Empire / Walter Ernsting (as Clark Darlton) Perry Rhodan 118 The Shadows Attack
- 66098 SF Winfried Scholz (as W.W. Shols) Perry Rhodan The Wasp Men Attack / Ernst Vlcek Atlan #1: Spider Desert
- 66099 SF Klaus Mahn (as Kurt Mahr) Perry Rhodan Menace of Atomigeddon / Walter Ernsting (as Clark Darlton) Atlan #2: Flight from Tarkihl
- 66100 SF Avram Davidson The Phoenix and the Mirror
- 66121 SF Winfried Scholz (as W.W. Shols) Perry Rhodan Robot Threat: New York / Hanns Kneifel (as Hans Kneifel) Atlan #3: Pale Country Pursuit
- 66128 SF K. H. Scheer Perry Rhodan Atlan #4: The Crystal Prince / Walter Ernsting (as Clark Darlton) Atlan #5: War of the Ghosts
- 66129 SF (no author listed) Perry Rhodan In the Center of the Galaxy
- 66142 SF Walt and Leigh Richmond Phase Two
- 66160 SF Walt and Leigh Richmond Phoenix Ship / Nick Kamin Earhtrim
- 67021 SF Marion Zimmer BradleyThe Planet Savers / The Sword of Aldones (April 1980)
- 67025 SF Marion Zimmer BradleyThe Planet Savers / The Sword of Aldones (1983)
- 67026 SF Marion Zimmer BradleyThe Planet Savers / The Sword of Aldones (August 1985)
- 67027 SF Marion Zimmer BradleyThe Planet Savers / The Sword of Aldones (1987)
- 72401 SF A. Bertram Chandler The Rim Gods / The Dark Dimension (August 1978)
- 72402 SF A. Bertram Chandler The Rim of Space / The Ship From Outside (November 1979)
- 72403 SF A. Bertram Chandler The Rim Gods / The Dark Dimension (September 1981)
- 73100 SF A. Bertram Chandler The Road to the Rim / The Hard Way Up (April 1978)
- 73101 SF A. Bertram Chandler The Road to the Rim / The Hard Way Up (1979)
- 73102 SF A. Bertram Chandler The Road to the Rim / The Hard Way Up (September 1981)
- 73390 SF Avram Davidson Rogue Dragon / The Kar-Chee Reign (March 1979)
- 78537 SF Robert Sheckley The Status Civilization / Notions: Unlimited (November 1979)
- 81237 SF Gordon R. Dickson Time to Teleport / Delusion World (July 1981)
- 86495 SF L. Sprague de Camp The Tower of Zanid / The Virgin of Zesh (February 1983)

## Vezi și
- Listă de edituri de literatură științifico-fantastică